# Azijski ginseng
Azijski ginseng (đavolski grm, korejski ginseng, lat. Panax ginseng), biljna je vrsta iz porodice Araliaceae. Uglavnom raste u planinskim i šumskim područjima u Koreji, u sjeveroistočnoj Kini, i istočnom Sibiru odnosno ruskom dalekom istoku. Postoji i sjevernoamerička vrsta ginsenga. Korijen se rabi u ljekovite svrhe. Visokokvalitetan divlji ginseng postiže vrlo visoku cijenu, uzgojeni korijen znatno je jeftiniji i manje je kvalitetan.
Posebno je cijenjen u kineskoj tradicionalnoj medicini, ali i tradicionalnim medicinskim sustavima Koreje i Japana.
Djeluje prije svega kao adaptogen (smanjuje utjecaj stresa na organizam ), te je izvanredno sredstvo za jačanje posebice starijih i iscrpljenih osoba. Snižava razinu šećera u krvi. Dokazano je i da poboljšava kognitivne funkcije. Djeluje i na imunitet te cirkulaciju. U Europi je poznatiji kao sredstvo za poboljšanje potencije.
Pojam ginseng je izveden iz kineske riječi ren shen (rénshēn) (čovjek+korijen).

## Članci
- "A placebo-controlled trial of a proprietary extract of North American ginseng (CVT-E002) to prevent acute respiratory illness in institutionalized older adults" McElhaney JE et al, J Am Geriatr Soc, 2004. Volumen 52/ 1, str. 13. – 19.
- "Double-blind study of a multivitamin complex supplemented with ginseng extract" Caso Marasco A, Vargas Ruiz R, Salas Villagomez A, Begona Infante C. Publicación:Drugs Exp Clin Res. 1996, volumen 22/6, str. 323. – 329.
- "The cancer-preventive potential of Panax ginseng: a review of human and experimental evidence" Shin HR, Kim JY, Yun TK, Morgan G, Vainio H. Publicación:Cancer Causes Control, 2000. Volumen 11/6, str. 565. – 576.
- "A double-blind crossover study evaluating the efficacy of Korean red ginseng in patients with erectile dysfunction: a preliminary report" Hong B, Ji YH, Hong JH, Nam KY, Ahn TY. Publicación: Journal of Urology, 2002. Volumen 168/6, str. 20. – 21.
- "Effects of red ginseng upon postoperative immunity and survival in patients with stage III gastric cancer." Suh SO, Kroh M, Kim NR, Joh YG, Cho MY. Publicación: American Journal of Chinese Medicine. 2002. Volumen 30/ 4, str. 483. – 94.
- "Anticarcinogenic effect of Panax ginseng C.A. Meyer and identification of active compounds." Yun TK, Lee YS, Lee YH, Kim SI, Yun HY. Publicación: Journal of Korean Medical Science, 2001. Volumen 16/ S, str. 6. – 18.

## Vanjske poveznice
|  | Zajednički poslužitelj ima stranicu o temi Panax ginseng    |
|  | Zajednički poslužitelj ima još gradiva o temi Panax ginseng |
|  | Wikivrste imaju podatke o taksonu Panax ginseng             |

- Ginseng PDF, 416 KB Online  Arhivirana inačica izvorne stranice od 25. travnja 2016. (Wayback Machine)